# 토미샘
토미샘(본명: 김대현, 1991년 4월 17일 ~ )은 대한민국의 온라인 콘텐츠 창작자이다.

## 학력
- 단국대학교 연극전공 졸업

## 경력
- 캐리TV

## 데뷔
- 2017년 EBS "방귀대장 뿡뿡이"

## 진행 프로그램
- 2017년 EBS1 방귀대장 뿡뿡이 - 6대 짜잔형역